# جیمز کارویل
جیمز کارویل (انگلیسی: James Carville؛ زادهٔ ۲۵ اکتبر ۱۹۴۴) مفسر سیاسی و چهرهٔ رسانه‌ای آمریکاییست که از چهره‌های برجسته در حزب دموکرات ایالات متحده آمریکا به‌شمار می‌رود. او با کار به عنوان استراتژیست ارشد کمپین موفق ریاست جمهوری بیل کلینتون فرماندار وقت آرکانزاس در سال ۱۹۹۲، توجه ملی را به خود جلب کرد. کارویل تا زمان پخش آخرین قسمت مجموعهٔ کراسفایر سی‌ان‌ان در سال ۲۰۰۵ یکی از مجریان آن بود. از زمان لغود آن برنامه، او در برنامهٔ خبری اتاق وضعیت بی‌بی‌سی حضور یافته‌است. از سال ۲۰۰۹ برنامه‌ای هفتگی در رادیوی اکس ام ریدیو دارد. او همسر مری متلین مشاور سیاسی حزب جمهوری‌خواه ایالات متحده آمریکااست. از سال ۲۰۰۹ او به تدریس علوم سیاسی در دانشگاه تولین اشتغال داشته‌است.
کارویل در سال ۲۰۱۴ به عنوان مشارکت کننده به فاکس نیوز پیوست.
از فیلم‌ها یا برنامه‌های تلویزیونی که وی در آن نقش داشته‌است می‌توان به رأی‌دهندگان مردد، مردم علیه لری فلینت اشاره کرد.